# Passo del Susten
Il passo del Susten (in tedesco  Sustenpass) sulla strada principale 11 è un valico alpino posto nelle Alpi Urane. Collega il Canton Berna con il Canton Uri. La strada carrozzabile è una delle più recenti nelle Alpi svizzere. Lunga 45 km, fu costruita tra il 1939 il 1946. Essendo essenzialmente una strada turistica, viene tenuta aperta solo nel periodo estivo (da giugno a ottobre).
La strada comincia a Wassen sulla rampa settentrionale del passo del San Gottardo e conduce attraverso i paesini Meien e Färnigen della valle di Meien con una pendenza massima del 9%. L'altezza massima del passo (2224 m) si raggiunge mediante un tunnel. Sulla rampa occidentale nella regione dell'Oberland bernese la pendenza è anch'essa del 9% presso il ghiacciaio Stein attraverso i paesi Gadmen e Nessental nella valle di Gadmer.
A Innertkirchen (punto d'arrivo della linea ferroviaria Meiringen-Innertkirchen) le strade provenienti dal passo del Susten e dal passo del Grimsel si riuniscono; presso la gola di Aar si raggiunge Meiringen.